# Illinois General Assembly

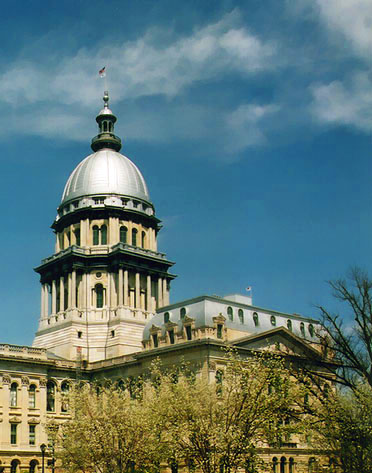
Die Illinois General Assembly tagt im Illinois State Capitol in Springfield.

Die Illinois General Assembly ist die Legislative des US-Bundesstaats Illinois und wurde durch die erste staatliche Verfassung 1818 geschaffen. Sie besteht aus dem Repräsentantenhaus von Illinois, das als Unterhaus fungiert, sowie dem Senat von Illinois als Oberhaus. Das Illinois House of Representatives besteht aus 118 Abgeordneten, die aus Wahlbezirken mit je einem Mitglied für eine Amtszeit von zwei Jahren gewählt werden. Der Illinois Senate besteht aus 59 Senatoren. Um einen vollständigen Wechsel der Mitgliedschaft des Senats zu vermeiden, finden die Wahlen zum Senat in den unterschiedlichen Bezirken in unterschiedlichen Jahren statt. Da aber alle zehn Jahre, nach der Volkszählung, die Bezirke neu zugeschnitten werden, ist nach dem Neuzuschnitt eine komplette Neuwahl jedoch unvermeidlich. Daraus ergeben sich Amtszeiten von unterschiedlicher Länge: in manchen Bezirken folgen auf eine zweijährige Amtszeit zwei vierjährige Amtszeiten; in anderen folgt auf eine vierjährige Amtszeit eine zweijährige und dann eine weitere vierjährige; in den restlichen Bezirken folgt nach zwei vierjährige Amtszeiten eine zweijährige Amtszeit.
Die Illinois General Assembly tritt im Illinois State Capitol in Springfield zusammen. Ihr erster Sitzungstag ist der zweite Mittwoch im Januar eines jeden Jahres. Ihre Hauptaufgaben sind die Verabschiedung von Gesetzen, die Genehmigung des Staatshaushaltes, die Bestätigung von Ernennungen zu den Chefpositionen der Staatsverwaltung, die Beschlussfassung bezüglich Veränderungen der Bundesverfassung, sowie die Verabschiedung von Änderungen zur Verfassung von Illinois. Des Weiteren kann sie ein Veto des Gouverneurs mit einem Votum von mindestens drei-fünftel in jedem Haus überstimmen.